# Группа украинской национальной молодёжи
«Гру́ппа украи́нской национа́льной молодёжи» (ГУНМ, укр. Група Української Національної Молоді) — украинская националистическая молодёжная организация, вошедшая в начале 1929 года в число основателей Организации украинских националистов.
Была создана в 1922 году среди интернированных военнослужащих армии УНР, сосредоточенных в лагерях в Ёзефове и Либерце (Чехословакия). Весной 1924 года в Праге по инициативе ГУНМ состоялся съезд украинской национальной молодёжи, на котором ГУНМ получила организационное оформление, была принята идеологическая программа и избран центральный исполнительный орган (Экзекутива).
Было также решено издавать печатный орган ГУНМ — газету «Национальная Мысль» (укр. Національна Думка). С апреля 1924 г. газета выпускалась литографично, а с лета 1926 г. до конца 1927 г. выходила в печатном варианте. Первым редактором «Национальной Мысли» был доктор Иван Гыжа, его заместителем — Мирон Коновалец. После выезда Гыжи в Галичину в 1926 г. газету редактировала коллегия в составе доктора Степана Нижанковского и Иллария Ольхового. С лета 1926 г. редактором «Национальной Мысли» был Олесь Бабий, а с лета 1927 г. — Владимир Мартынец.
Представительства ГУНМ были созданы в Праге, Брно, Пшебране, Леобене, Вене. По свидетельству доктора Степана Нижанковского, представительство ГУНМ было создано даже во Львове. Здесь для легализации своей деятельности ГУНМ была присоединена на правах секции к Украинской академической общине в Чехословацкой Республике.
На протяжении своего существования ГУНМ прошло около 1000 человек, в основном студентов и бывших украинских военных, большинство из которых составляли галичане. Выходцев из Центральной и Восточной Украины в ГУНМ никогда не было больше трети.
Одним из известных деятелей ГУНМ был доктор Юлиан Вассиян.